# Karłowo (Gmina Iłów)
Pour les articles homonymes, voir Karłowo.
Karłowo  [karˈwɔvɔ] est un village polonais de la gmina d'Iłów dans le powiat de Sochaczew et dans la voïvodie de Mazovie.
Il se situe à environ 6 kilomètres au sud-ouest d'Iłów, à 19 kilomètres au nord-ouest de Sochaczew et à 70 kilomètres à l'ouest de Varsovie.
Le village a une population de 140 habitants.